# Nils Lilja
Nils Lilja (17 de octubre de 1808, Blinkarp, Röstånga, Malmö - 19 de diciembre de 1870, Lund) fue un botánico , escritor, editor, y relojero sueco. Su padre Hans Nilsson fue agricultor, y artesano zapatero, albañil, y aficionado naturalista. 

## Comienzos
Comenzó estudiando para pastor, pero después de su obligatorio examen preliminar, siguió estudios de Botánica, Geología, Química, Filosofía, y Ciencia política. Pero nunca dio exámenes de graduación, y pudo ser docente de la Universidad, gracias a la intercesión de Carl Georg Brunius y de Sven Nilsson.

## Familia
- Matrimonio el 30 de diciembre de 1835; esposa Maria Catharina Eek (5 de abril de 1808 - 2 de junio de 1854). Cuatro hijos
- 2º matrimonio el 22 de enero de 1855; esposa Gustafva Maria Björnberg (13 de octubre de 1821 - 27 de febrero de 1857). Seis hijos
- Tercer matrimonio el 18 de septiembre de 1858; esposa Helena Maria Neuman (3 de septiembre de 1833 - 17 de junio de 1914). Cuatro hijos
- Relación con Cecilia Persdotter (2 de diciembre de 1830 - 3 de octubre de 1899). Seis hijos de los cuales al menos dos llevan su apellido Lilja

## Menniskan
Su obra Menniskan; Hennes uppkomst, hennes lif och hennes bestämmelse. Ur naturhistorisk synpunkt betraktad. (La generación Menniskan; y su relación con la Historia natural). De 310 pp., editada en 1858 por "A. Bonniers" de Estocolmo. Con sus capítulso, Gudaläran y prestlisten, Cristianismo y civilizationes; Los Mandamientos. Es un texto para neófitos.

## Poeta
Lilja comenzó a edad temprana a escribir poesía; y ya en 1928 publica Saga de Odensjön. En 1829 Pequeños Poemas. Ambos trabajos fueron feroces críticas a Malmö. Inclusive el editor P.E. Gullander recibió críticas adversas; e inclusive el Colegio donde Lilja estudió lo criticó. Recen en 1833 vuelve a escribir poemas, que publica en la Revista Skånska Correspondenten. En uno de los nuevos poemas se refiere a su primera esposa Maria Catharina Eek. 

## Obra
- Biblisk historia. Con referencias científicas. Estocolmo 1865
- Celestinas fantasier. Lund 1832
- Den fria församlingens kateches. De la Asamblea Constituyente. Estocolmo 1864
- Detta har Hyberg gjort (esto se ha hecho). Gävle 1865
- Dikter (Poemas). Estocolmo 1836
- Fauna öfver Skandinaviens däggdjur (Fauna y mamíferos de Escandinavia); 98 ilustraciones. Estocolmo 1836
- Flora öfver Sveriges odlade växter (Plantas cultivadas de Suecia). Estocolmo 1839
- Framtidstankar öfver de fosterländska frågorna (Cuestiones patrióticas). Gävle 1840
- Göm ringen, göm väl (Ocultar el anillo)!. Lund 1834
- Handbok i de odlade vexternas flora och deras kultur (Manual de spp. cultivadas y su adecuado cultivo, orientado al agricultor). I-II, Örebro, 1842 - 1843
- Helsning till Skandinaviens studenter (A los estudiantes escandinavos). Con ocasión de una Asamblea del 22 de junio de 1845. Lund 1845
- Jordens utvecklingshistoria (Desarrollo global). Proyecto geológico. Estocolmo 1866
- Julboken; colección de canciones y cuentos. Estocolmo 1856
- Kristendomen; el cristianismo, historia y desarrollo, los judíos, historia y literatura, con ilustraciones y carta de Palestina. Estocolmo 1860
- Kristna läran och prestläran. La doctrina cristiana. Gävle 1862
- Kyrkans trosläror. Estocolmo 1869
- Kärleken; El amor, carta de educación. Estocolmo 1869
- Menniskan; generaciones, Imperio, a partir de una Historia natural, con litografías y xilografías. Estocolmo 1858
- Mårten Holk; calendario poético. Lund 1847
- Nordiska gudasagor; humor en canciones de Bodwar Bjarke. Estocolmo 1867
- Noveller. Malmö 1831
- Om gudsriket i verlden. Helsingborg 1864
- Passionsblomman. Lund 1833
- Ruterdam; una flor para el día. Lund 1834
- Señor de los Odensjön. Malmö 1828
- Skattgräfvaren; Pennteckning av L-a. Gävle 1865
- Skizzer och berättelser I-II. Gävle 1862-1864
- Skånes flora Flora de Escandinavia; incluye fanerógamas y apéndice de helechos, cereales cultivados. Lund 1838. - Con plantas silvestres y cultivadas. Con manual para Escuelas, agricultores, jardineros, boticarios, y para los jóvenes estudiantes, nueva ed. revisada. I-II. Estocolmo 1870
- Små dikter Pequeños Poemas. Malmö 1829
- Snösippan; Poetisk vinterkalender för 1841. Lund 1840
- Studentsånger ur Carolina. Lund 1833
- Svenska foder- och sädesväxter Alimentación en Suecia, agronomía; alimentos y cultura- campos, malezas, plagas, manual para el agricultor. Estocolmo 1867
- Sånger från Lundagård Canciones para Lundagard. Lund 1842
- Torups-Resan Viajes por Torups; poemas para el nuevo año. Lund 1839
- Violen; Viola, sagas de hadas. Lund 1841
- Vår tid och dess sträfvanden Nuestro tiempo para el pueblo; conferencias populares, I-IV. Estocolmo 1864-1868
- Örebibliotek för folket Bibliotecas del pueblo, I-II. Gävle 1865

- La abreviatura «Lilja» se emplea para indicar a Nils Lilja como autoridad en la descripción y clasificación científica de los vegetales.[1]